# Brandy dalainak listája

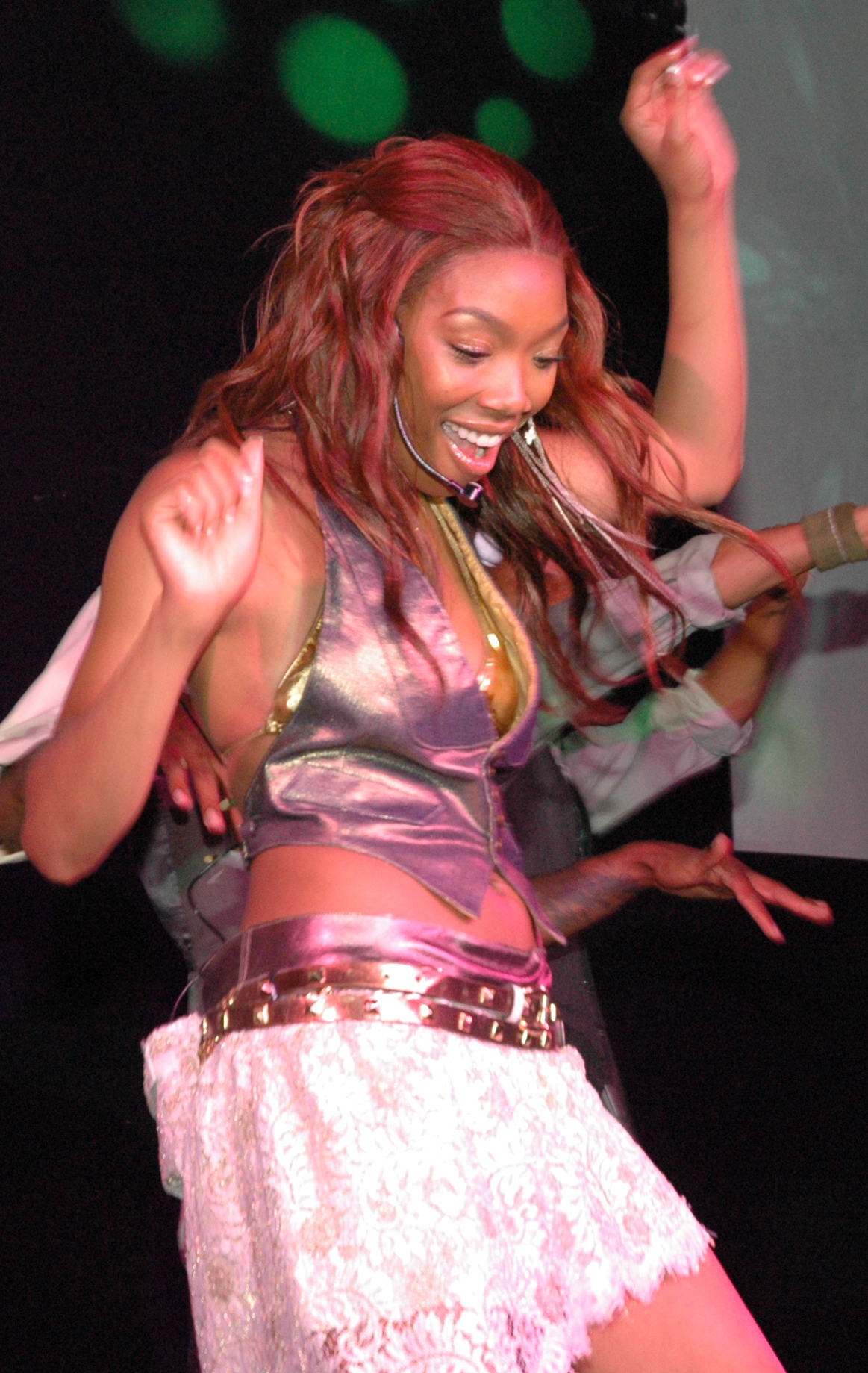
Brandy egy koncerten 2004 júliusában

Ez Brandy Norwood amerikai énekesnő hivatalosan megjelent, kiszivárgott és ismert kiadatlan dalainak listája. Brandy számos olyan dalt írt vagy énekelt fel, ami később nem jelent meg hivatalosan, ezek közül számos dal szerzői jogát bejegyezte az Egyesült Államok Szerzői Jogi Hivatala, a Songwriters Hall of Fame, a Broadcast Music Incorporated (BMI), az American Society of Composers, Authors and Publishers (ASCAP), a Canadian Musical Reproduction Rights Agency (CMRRA) és az EMI Music Publishing, közülük a legtöbbet az énekesnő kiadóvállalata, a Bran Bran Music által.
Több kiadatlanul maradt dalt egy időben tervezte megjelentetni Brandy öt stúdióalbumának (Brandy, 1994; Never Say Never, 1998; Full Moon, 2002; Afrodisiac, 2004; Human, 2008) valamelyikén az énekesnő két első lemezcége, az Atlantic és az Epic Records, különböző okokból azonban nem kerültek fel rájuk, és vagy ismeretlenek maradtak a közönség számára, vagy mixtape-eken jelentek meg, illetve kiszivárogtak az internetre. Szerepelnek köztük olyan dalok, melyeket Brandy szólóénekesként vett fel, illetve olyan dalok demóváltozatai is, melyeket később más énekesek énekeltek fel; némelyiken mások is közreműködnek, például Esthero, Ne-Yo és Timbaland.

## 1
- 1st & Love (a Human albumról, 2008)

## A
- A Cappella (Something’s Missing) (a Human albumról, 2008)
- A Family Business (a Family Business című, a családjával közös albumról, 2011)
- A Love Shared (Willie Norwood Bout It című albumáról, 2001)
- A Lovely Night (Bernadette Petersszel és Veanne Coxszal, a Hamupipőke musicalből, 1997)
- Afrodisiac (az Afrodisiac albumról, 2004)
- All in Me (a Full Moon albumról, 2002)
- Almost Doesn’t Count (a Never Say Never albumról, 1998)
- Always on My Mind (a Brandy albumról, 1994)
- Angel in Disguise (a Never Say Never albumról, 1998)
- Another Day in Paradise (a Phil Collins tiszteletére kiadott Urban Renewal aulbumról és a Full Moon album európai kiadásáról, 2001)
- Anybody (a Full Moon albumról, 2002)
- Apart (a Full Moon albumról, 2002)
- As Long As You’re Here (a Brandy albumról, 1994)

## B
- Baby (a Brandy albumról, 1994)
- Beginning Together (a Sesame Beginnings: Beginning Together című albumról, 2005)
- Best Friend (a Brandy albumról, 1994)
- Bridge to Love (Ginuwine feat. Brandy; Ginuwine A Man’s Thoughts című albumáról, 2009)
- Bring Me Down (Kanye West Late Registration című albumáról, 2005)
- Brokenhearted (a Brandy albumról, 1994)

## C
- Camouflage (a Human albumról, 2008)
- Can We (a Full Moon albumról, 2002)
- Can You Hear Me Now (a Two Eleven című album deluxe változatáról, 2012)
- Come a Little Closer (a Full Moon albumról, 2002)
- Come as You Are (az Afrodisiac albumról, 2004)
- Conquer the World (Jessie J Alive című albumáról, 2013)

## D
- Dance with Us (Diddyvel és Bow Wow-val, a The Wild Thornberrys filmzenéje, 2003)
- Die Without You (a Full Moon album amerikai és japán kiadásáról, 2002)
- Dig This (a Meet the Browns filmzenéje, 2008)
- Do Better (Chris Brown X című albumáról, 2014)
- Do I Love You Because You’re Beautiful? (Paolo Montalbannal, a Hamupipőke musicalből, 1997)
- Do You Know What You Have? (a Two Eleven című albumról, 2012)

## E
- (Everything I Do) I Do It for You(a Never Say Never albumról, 1998)

## F
- Fall (a Human albumról, 2008)
- Fall Back (Lloyd Banks feat. Fabolous & Brandy; a Mo Money in the Bank, Part 2 albumról, 2003)
- Falling in Love with Love (Paolo Montalbannal, a Hamupipőke musicalből, 1997)
- Finally (az Afrodisiac albumról, 2004)
- Focus (az Afrodisiac albumról, 2004)
- Formal Invite (Knockout Remix) (Ray J feat. Shorty Mack & Brandy; Ray-J Formal Invite című dalának kislemezéről, 2002)
- Full Moon (a Full Moon albumról, 2002)

## G
- Give Me You (a Brandy albumról, 1994)
- Gonna Find My Love (a Human album iTunes bónuszdala, 2008)
- God on My Mind (The Walls Group feat. Brandy, a Fast Forward című albumról, 2014)

## H
- Happy (a Never Say Never albumról, 1998)
- Hardly Breathing (a Two Eleven című albumról, 2012)
- Have You Ever? (a Never Say Never albumról, 1998)
- He Is (a Full Moon albumról, 2002)
- How I Feel (az Afrodisiac albumról, 2004)
- Human (a Human albumról, 2008)

## I
- I Don’t Care (az A Family Business című albumról, 2011)
- I Know Now (a Bad Boy Presents: Thank You című albumról, 2001)
- I Thought (a Full Moon albumról, 2002)
- I Tried (az Afrodisiac albumról, 2004)
- I Wanna Be Down (a Brandy albumról, 1994)
- I Wanna Fall in Love (a Full Moon album japán kiadásáról, 2002)
- I’m Yours (a Brandy albumról, 1994)
- Impossible (Whitney Houstonnal, a Hamupipőke musicalből, 1997)
- In My Own Little Corner (a Hamupipőke musicalből, 1997)
- Into My Eyes (Stacy Francis és Brandy duettje, a My Soulful Side című albumról, 2008)
- It All Belongs to Me (duett Monicával, Monica New Life című albumáról, 2012)
- It’s Not Worth It (a Full Moon albumról, 2002)
- It’s Possible (a Hamupipőke musicalből, 1997)

## J
- Jook Joint Intro (Quincy Jones Brandyvel és másokkal, Quincy Jones Q’s Jook Joint című albumáról, 1995)

## L
- Learn the Hard Way (a Never Say Never albumról, 1998)
- Let Me Go (a Two Eleven című albumról, 2012)
- Lifeguard (az A Family Business című albumról, 2011)
- Like It Was Yesterday (az Afrodisiac album korlátozott kiadásáról és a Talk About Our Love kislemezről, 2004)
- Like This (a Full Moon albumról, 2002)
- Locket (Locked in Love) (a Human album iTunes Deluxe bónuszdala, 2008)
- Long Distance (a Human albumról, 2008)
- Love Is All That Matters (Diana Ross-szal, Diana Every Day Is a New Day albumáról, 1999)
- Love Is on My Side (a Brandy albumról, 1994)
- Love Shared (Willie Norwood feat. Brandy &  Ray J, Willie Bout It című albumáról, 2001)
- Love Wouldn’t Count Me Out (a Full Moon albumról, 2002)

## M
- Magic (Mystery Skulls feat. Brandy & Nile Rogers, a Forever című albumon, 2014)
- Meet Me in the Middle (Timbaland feat. Brand'Nu, Timbaland Timbaland Presents Shock Value 2 című albumáról, 2009)
- Missing You (a Set It Off filmzenealbumról és a The Best of Brandy albumról, 1996)
- Moesha Theme Song (a Moesha című televíziós sorozat főcímdala, 1996)
- Movin’ On (a Brandy albumról, 1994)
- Music (a Two Eleven című album deluxe változatáról, 2012)

## N
- N 2 da Music (Timbaland & Magoo feat. Brandy; az Under Construction, Part II című albumról, 2003)
- Necessary (az Afrodisiac albumról, 2004)
- Never Say Never (a Never Say Never albumról, 1998)
- No Such Thing as Too Late (a Two Eleven című albumról, 2012)
- Nodding Off (az Afrodisiac album japán kiadásáról, 2004)
- Nothing (a Full Moon albumról, 2002)
- Number One (Mystery Skulls feat. Brandy & Nile Rogers, a Forever című albumon, 2014)

## O
- One Voice (a Never Say Never albumról, 1998)
- Open (az Osmosis Jones filmzenéje, 2001)

## P
- Paint This House (a Two Eleven című albumról, 2012)
- Piano Man (a Human albumról, 2008)
- Please Come to Boston (Babyface feat. Brandy; a Playlist albumról, 2007)
- Put It Down (a Two Eleven című albumról, 2012)
- Put That on Everything (a Never Say Never albumról, 1998)

## Q
- Quickly (John Legend feat. Brandy; az Evolver albumrül, 2008)

## R
- Right Here (Departed) (a Human albumról, 2008)
- Rock with You (Quincy Jones Q’s Jook Joint albumáról és a The Best of Brandy albumról, 1995)

## S
- Sadiddy (az Afrodisiac albumról, 2004)
- Say You Will (az Afrodisiac albumról, 2004)
- Scared of Beautiful (a Two Eleven című albumról, 2012)
- Shattered Heart (a Human albumról, 2008)
- Should I Go (az Afrodisiac albumról, 2004)
- Sirens (az Afrodisiac album korlátozott kiadásáról és az Afrodisiac kislemezről, 2004)
- Sittin’ Up in My Room (Az igazira várva filmzenealbumról és a The Best of Brandy albumról, 1996)
- Slower (a Two Eleven című albumról, 2012)
- So Sick (a Two Eleven című albumról, 2012)
- Somethin’ Bout You (Carl Thomas feat. Brandy; a So Much Better albumról, 2007)
- Special (Snoop Dogg feat. Brandy & Pharell; Snoop Dogg Malice n Wonderland című albumáról, 2009)
- Stuff like That (Quincy Jones Brandyvel és másokkal; a Q's Jook Joint albumról 1995)
- Sunny Day (a Brandy albumról, 1994)
- Symphony (Timbaland feat, Brand'Nu & Attitude, Timbaland Timbaland Presents Shock Value 2 című albumáról, 2009)

## T
- Talk About Our Love (az Afrodisiac albumról, 2004)
- Talk to Me (Brandy, Ray-J és Willie Norwood, az A Family Business című albumról, 2011)
- Tell Me (Sho feat. Brandy, a Sho & Tell (Thug &A Gentleman) című albumról, 2009)
- Ten Minutes Ago (Paolo Montalbannal, a Hamupipőke musicalből, 1997)
- Thank You (Ray J feat. Brandy, az Everything You Want albumról, 1997)
- The Boy Is Mine (a Never Say Never albumról, 1998)
- The Definition (a Human albumról, 2008)
- The Sweetest Sound (Paolo Montalbannal, a Hamupipőke musicalből, 1997)
- Thought You Said (Diddy feat. Brandy, a Press Play albumról, 2006)
- Tomorrow (a Never Say Never albumról, 1998)
- Top of the World (a Never Say Never albumról, 1998)
- Torn Down (a Human albumról, 2008)
- True (a Human albumról, 2008)
- Truthfully (a Never Say Never albumról, 1998)
- Turn It Up (az Afrodisiac albumról, 2004)

## U
- U Don’t Know Me (Like U Used To) (a Never Say Never albumról, 1998)

## W
- Wake Up Everybody (Brandy, Wyclef, Mary J. Blige, Monica & mások; a Wake Up Everybody albumról, 2004)
- War Is Over (Ray-J feat. Brandy; a Raydiation albumról, 2005)
- Warm It Up (With Love) (a Human albumról, 2008)
- We Are the World 25 for Haiti (kislemez, 2010)
- What About Us? (a Full Moon albumról, 2002)
- What Are We Doing (Robert Glasper feat. Brandy, a Black Radio 2 albumról, 2013)
- What You Need (a Two Eleven című album deluxe változatáról, 2012)
- When You Touch Me (a Full Moon albumról, 2002)
- Where Are You Now (a Batman Forever filmzenealbumáról, 1995)
- Where You Wanna Be (az Afrodisiac albumról, 2004)
- Who I Am (az Afrodisiac albumról, 2004)
- Who Is She 2 U (az Afrodisiac albumról, 2004)
- Wildest Dreams (a Two Eleven című albumról, 2012)
- Wish Your Love Away (a Two Eleven című albumról, 2012)
- Without You (a Two Eleven című albumról, 2012)
- WOW (a Full Moon albumról, 2002)

## Y
- You’re the Only One for Me (promóciós kiadvány, 2000)

## Mixtape-en megjelent dalok
2003
- Fall Back (DJ Whoo Kid feat. Brandy, Fabolous & Lloyd Banks) – G-Unit Radio Part Three: Takin' It to the Streets (2003)[5]
- If I (Brandy feat. Shaheed Tha Poster Boy) – Derrty Entertainment Presents J-Midwest Rocka Volume 1 (2003)[6]
  - Írta Brandy Norwood, Robert Smith, Blake English; később Jennifer Lopez vette fel 2005-ben megjelent Rebirth albumára Ryde or Die címmel.[7]

2004
- Pound 4 Pound (DJ Whoo Kid feat. Brandy) – Rap the Vote (2004)[8]
  - G-Unit – Beg for Mercy (2003) leftover
- The 80’s Way (Shaheed Tha Poster Boy feat. Brandy) – DJ Famous - R&B Vol. 38 (2004)[9]

2009
- Aviator (Audio Push feat. Brandy) – The Soundcheck (2009)[10]
  - Szerző és producer: Kadis & Sean Jerk[10]

## Kiszivárgott dalok
(a kiszivárgás éve szerint)
2003
- I Know Now
  - Szerzők:: Brandy Norwood, Warryn Campbell
  -  A Thank You című, 2001-ben felvett, kiadatlan Bad Boy gospelösszeállításon szerepel.[11]

2005
- U Can Never Be (Fats feat. Brandy)
  - Szerzők: Norman Gregg, Rodney Jerkins
  -  Fats kiadatlan In da Kitchen albumához vették fel.[12]

2006
| - Deepest Thought - Szerző: Michael Flowers - Producer: Mike City - Follow Me - Heard It All Before (SoulLife Remix) (Sunshine Anderson feat. Brandy) - Szerzők: Sunshine Anderson, Michael Flowers, Rayshawn Sherrer - Producer: Mike City - Anderson Your Woman című albumán hallható dal remixe. | - It Never Happened (Mike City feat. Brandy) - Szerző: Michael Flowers - Mike City kiadatlanul maradt Mike City a.k.a. Mikey Day Sing-a-Long, Volume I albumához vették fel. - The Joneses - Szerző: Michael Flowers - Producer: Mike City |

2007
| - Believer (Esthero feat. Brandy) - Szerző: Toya Alexis - Producer: State of Emergency - Escape - Szerzők: Brandy Norwood, Robert Smith, Blake English - Kiley Dean is felénekelte 2004-es, kiadatlanul maradt Simple Girl című albumához. - Just like Tommy - Szerző: Michael Flowers - Producer: Mike City | - Lately - Szerzők: Kenisha Pratt, Frederik Nordsoe Schjoldan, Louis Winding - Producer: Maximum Risk - Sweet Nothing - Szerzők: Kenisha Pratt, Frederik Nordsoe Schjoldan, Louis Winding - Producer: Maximum Risk |

2008
| - 2nd Thought - After the Flood - Szerzők: LaShawn Daniels, James Fauntleroy, Rodney Jerkins - Producer: Rodney "Darkchild" Jerkins - Comin’ Over (Brutha feat. Brandy) - Drum Life - Szerzők: James Fauntleroy, Timothy Mosley, Jerome Harmon - James Fauntleroy is felénekelte - Fooled by the Moon - Szerző: Diane Warren - 1996-ban vették fel - Freedom - Szerzők: Christopher Breaux, Rich King, Tre’ Shon J. - Producer: Antwoine "T-Wiz" Collins - Honey - Szerzők: Kenisha Pratt, Frederik Nordsoe Schjoldan, Louis Winding - Producer: Maximum Risk - It Just Doesn’t Matter - Szerzők: Brandy Norwood, Robert Smith, Blake English - Producer: Robert "Big Bert" Smith - Keyed | - List - Szerzők: James Fauntleroy, Robin Tadross, Tre’ Shon J. - Producer: Rob Knox - Maximum Risk - Szerzők: Kenisha Pratt, Frederik Nordsoe Schjoldan, Louis Winding - Producer: Maximum Risk - One Thing - Porcelain Doll - Szerzők: Elvis Williams, Chasity Nwagbara/Tray J - Producer: BlacElvis - So Good - Szerzők: Kenisha Pratt, LaCarol Pratt, Phillip Miles - Producer: Maximum Risk - Sometimes - Sunday Morning - Surprise Ending - Christopher „Lonny” Breauxszal is felvéve - The Only One for Me - This Must Be Love - Szerzők: Caleb Simms, Vincent Davis, Blake English - Throw It All Away |

2009
| - Back & Forth - Betcha Didn’t Know - Szerzők: Makeba Riddick, Mikkel Storleer Eriksen, Tor Erik Hermansen - Megan Rochell is felvette 2006-os, kiadatlanul maradt You, Me and the Radio albumához - Between Me & You - Producer: Stargate - A Blue is felvette egyelőre kiadatlan 2011-es albumához - Bring It Back - Casualties - Szerzők: James Fauntleroy, Dapo Torimiro, Waynne Nugent, Kevin Risto - Producer: Midi Mafia - Change (For the Better) (Surf Club feat. Brandy) - Producer: Hit-Boy - Decisions (Brandy & Ne-Yo) - Producer: Stargate - Good Night Good Morning - Szerzők: Shaffer Smith, Mikkel Storleer Eriksen, Tor Erik Hermansen - Alexandra Burke is felénekelte 2009-es, Overcome című albumához - Home (feat. Timbaland) - Szerzők: James Fauntleroy, Timothy Mosley, Jerome Harmon - James Fauntleroy is felvette | - I Don’t Really Care - Producer: Stargate - Ne-Yo is felvette - Love Me the Most - Romeo and Juliet - Szerzők: Brandy Norwood, Ian Dench, Amanda Ghost - Producer: Stargate - Slow Love - Szerzők: M.S. Eriksen, Ian Dench, Amanda Ghost, T.E. Hermansen, Beyoncé Knowles - Beyoncé Knowles is felénekelte - Stupid in Love - Szerzők: Shaffer Smith, Mikkel Storleer Eriksen, Tor Erik Hermansen - Rihanna is felvette 2009-es, Rated R című albumához - Supreme - Johnta Austin is felvette - Tell 'Em - Take Me Back - Too Little Too Late - Szerzők: Shaffer Smith, Mikkel Storleer Eriksen, Tor Erik Hermansen - Producer: Stargate |

2010
| - Adios (feat. Sean Paul) - Szerzők: Sean Paul Henriques, Walter Milsap III, Timothy Mosley, Candice Nelson - Eredetileg az Afrodisiac (2004) albumhoz - Believer (feat. Timbaland) - Szerzők: James Fauntleroy, Jerome Harmon, Timothy Mosley - James Fauntleroy is felvette - Fear of Flying - Szerzők: Ian Dench, Mikkel Storleer Eriksen, Amanda Ghost, Tor Erik Hermansen - Alexandra Burke, Amanda Ghost és Hikaru Utada is felénekelte - I’m Right Here - Ne-Yo is felvette, She’s Right Here címmel - It’s On - Szerzők: Brandy Norwood, Robert Smith - Producer: Big Bert - La-La-Land - Szerző: Static Major - Leave - Szerzők: Blake English, Brandy Norwood, Nora Payne, Robert Smith - Producer: Big Bert | - Lifeguard - Louboutins - Szerzők: The-Dream, Christopher Stewart - Jennifer Lopez is felvette, 2010-es, Love? című albumán szerepel - Parachutes - Szerzők: Christopher Breaux, Rich King, Antwoine Collins - Producer: T-Wiz - Perfect Love - Sober - Stand Back - James Fauntleroy is felénekelte - Take Me Away - Szerzők: by Brandy Norwood, Robert Smith, Blake English, Nora Payne - Tarralyn Ramsey is felvette 2004-es, Tarralyn című albumára - This Song (I Can’t Wait) - You Are Beautiful - Who’s the Loser Now? - Szerzők: James Fauntleroy, Timothy Mosley, Jerome Harmon - James Fauntleroy is felvette |

2011
- 808 (Timbaland feat. Brandy)
  - Producer: Timbaland
  -  Timbaland Thursday kiszivárgás[56]

## Kiadatlan dalok

### AzAfrodisiacalbumról
| - About Brandy (Intro) - Black Pepper - Producer: Timbaland - God Gave Me My Way - Szerzők: Mischke Butler, Harvey Mason, Jr., Damon Thomas - Producer: The Underdogs - Gone From Me - Szerzők: Christian Ballard, Lindy Benson, Andrew Murray - Hush (feat. D.O.E.) - Producer: Timbaland | - I’ve Seen Your Kind Before - Szerzők: Jason Boyd, Brandy Norwood, Robert Smith - Producer: Big Bert - Sunshine - Producer: Big Bert - The Game Up - Szerzők: Harold Lilly, Timothy Mosley - Producer: Timbaland |

### AHumanalbumról
| - Cry - Szerzők: Bryan Michael Cox, Kendrick Dean, Adonis Shropshire - Producerek: Bryan Michael Cox, WyldCard | - Sy’rai - Szerzők: Christopher Breaux, Rodney Jerkins, Rich King - Producer: Rodney Jerkins |

### Egyéb
| - How High - Szerzők: Brandy Norwood - Brandy egyelőre kiadatlan hatodik stúdióalbumához készült - I Don’t Care - Szerzők: Stacy Barthe, Corey Chorus - Egy, a Lifetime Recordsnál megjelenő, egyelőre kiadatlan válogatásalbumhoz készült - I Really Like It (Harlem World feat. Mase & Brandy) - Kelly Price is felvette - It’s My Party - Producer: Babyface - Részletet használ fel Lesley Gore 1963-as It’s My Party című dalából | - No More - Szerzők: Jason Boyd - Producerek: Tony DeNiro, Stevie J. - Silent Night - Producerek: Kadis & Sean - Brandy egyelőre kiadatlan hatodik stúdióalbumához készült - Wastin’ My Time - Szerző: John Knight |